# Алчедар
Алчеда́р (рум. Alcedar) — село в Шолданештском районе Молдавии. Является административным центром коммуны Алчедар, включающей также сёла Куратура и Одая.

## География
Село расположено неподалёку от правого берега Днестра на высоте 223 метра над уровнем моря.

## Население
По данным переписи населения 2004 года, в селе Алчедар проживает 1076 человек (519 мужчин, 557 женщин).
Этнический состав села:
| Национальность | Число жителей | Процентный состав |
| -------------- | ------------- | ----------------- |
| молдаване      | 1053          | 97,86             |
| украинцы       | 13            | 1,21              |
| русские        | 9             | 0,84              |
| гагаузы        | 1             | 0,09              |
| Всего          | 1076          | 100 %             |

## Археология
Возле Алчедара было найдено Алчедарское городище — восточнославянское поселение, возможно, тиверский Черн (Чёрный город) VI—начала XII века, которое было исследовано в 1950—1963 годах под руководством археолога Г. Б. Фёдорова. В Алчедаре находился металлургический центр, который обслуживал Черновское гнездо поселений тиверцев райковецкой археологической культуры в бассейне реки Черны (Одая, Алчедар, Пояны, Глинжены, Шолданешты).
В VI—VIII веках Алчедар представлял собой небольшое неукрепленное поселение. В конце IX века территория Алчедара увеличилась в несколько раз, а в центре была возведена цитадель с мощным валом и рвом. В начале XII века из-за набегов кочевников поселение запустело. В основном слое были обнаружены остатки нескольких десятков жилищ, мастерских и хозяйственных сооружений, а также тысячи различных предметов материальной культуры (украшения, оружие, орудия труда, пряслица из Овруча). На посаде найдены домницы для производства железа, жилища, глиняные антропоморфные статуэтки и др.
В 1984 году были проведены раскопки ранее не исследовавшегося поселения у славянского городища близ села Алчедар. Найденное поселение вытянуто примерно на 900 метров к северо-западу от городища вдоль северо-восточного склона лощины, параллельно грунтовой дороге Алчедар — Матеуцы». Ширина выхода культурного слоя местами достигает 200 метров. В 600 метрах к северо-западу от подошвы вала городища, на удалении 70 метров к северо-востоку от дороги, был заложен раскоп площадью 2169 м². К раннесредневековому горизонту раскопа относятся шесть жилищ, восемь отдельных печей, один горн, десять крупных и несколько столбовых ям. Все жилые сооружения представлены полуземлянками, ориентированными скруглёнными углами по сторонам света и оборудованными сложенными насухо печами-каменками.
Вблизи исследован могильник конца IX — первой половины X века. В 1960-х годах на могильнике насчитывалось более 300 курганов высотой до 0,6 м, с круглыми в плане насыпями диаметром от 4 до 11 метров. Раскопано более 100 курганов. Открыты погребения по обряду трупосожжения на стороне. Пережжённые кости зарывались в ямки или помещались в глиняные урны. Более поздние захоронения совершались в ямах, вырытых в насыпях курганов.
В средневековом денежно-вещевом кладе, обнаруженном неподалёку от круглого городища Алчедар, представлены серебряные украшения, декорированные зернью (серьги «волынского типа», пуговицы, бусы), найденные совместно с литой серебряной позолоченной подвеской «гнёздовского типа», украшенной зооморфным орнаментом, а также несколькими византийскими и восточными монетами. Наряду с Алчедаром, в Восточной Европе выявлены ещё несколько ремесленных центров, на которых функционировали мастерские, изготовлявшие, в том числе, и подобные украшения с зернью — Екимауцы в Пруто-Днестровском регионе, Червоне на Южном Буге, Искоростень на Днепровском Правобережье.